# ميشيل ماكفيرسن
ميشيل ماكفيرسن (بالفرنسية: Michelle MacPherson) (و. 1966  م) هي سبّاحة كندية، ولدت في تورونتو، شاركت في الألعاب الأولمبية الصيفية 1984، وسباحة في الألعاب الأولمبية الصيفية 1984 – سيدات 4 × 100 متر تتابع متنوع ‏.

## التعليم
تعلمت في جامعة سينسيناتي.

## روابط خارجية
- ميشيل ماكفيرسن على موقع الاتحاد الدولي للسباحة (الإنجليزية)
- ميشيل ماكفيرسن على موقع اللجنة الأولمبية الدولية (الإنجليزية)
- ميشيل ماكفيرسن على موقع أوليمبيديا (الإنجليزية)
- ميشيل ماكفيرسن على موقع اللجنة الأولمبية الكندية (الإنجليزية)
- ميشيل ماكفيرسن على موقع اتحاد ألعاب الكومنولث (مؤرشف) (الإنجليزية)